# Carl Jakob Sundevall
Carl Jakob Sundevall (22. říjen 1801, Högestad – 2. únor 1875, Stockholm) byl švédský zoolog a ornitolog.
Zoologii vystudoval na univerzitě v Lundu, roku 1823 zde získal doktorát. Poté cestoval po východní Asii a následně se vrátil ke studiu, tentokrát medicíny, absolvoval roku 1830. Od roku 1833 pracoval ve Švédském přírodopisném muzeu. Zde byl jmenován profesorem (1839). V letech 1856–1887 vytvořil rozsáhlé dílo Svenska Foglarna, ve kterém popsal 238 druhů ptáků žijících ve Švédsku. Klasifikoval též řadu ptáků, jež z africké výpravy přivezl Johan August Wahlberg. Roku 1835 vytvořil fylogenetický strom ptáků založený zejména na studiu tvarů kyčle a nohou. Věnoval též vědeckou pozornost uspořádání šlach v nohách ptáků. Vedle svého hlavního ornitologického zájmu se věnoval i entomologii, zvláště pavoukům. Z jiných oblastí ho lákala lingvistika, zejména problém univerzální fonetické abecedy, jemuž věnoval práci Om phonetiska bokstäver.